# Öresundsteatern
Öresundsteatern är en fri teatergrupp med Landskrona som bas och med Öresundsregionen som arbetsfält. Öresundsteatern startades 2005 av Anders Kungsman och Per Ullberg. De två utgör idag stommen och delar på uppdraget som konstnärlig ledare för teaterns verksamhet. Sedan september 2009 har teatern en egen liten scen i centrala Landskrona.
En genomgående linje i Öresundsteaterns produktioner är att belysa och verka mot utanförskap i olika former. Man gör såväl vuxenteater som produktioner för barn och ungdom. Föreställningarna tar sin utgångspunkt i publikens egen historia, nutidssituation och levnadsvillkor. Sedan 2011 har man i samarbete med Landskrona kommun även en särskild ensemble vid namn Brukarensemblen. Mycket av produktionerna har Landskronas miljö och historik som bas.
I samband med Landskronas 600-årsjubileum hade man sommaren 2013 en framgång med den nya musikalen Bara en berglärka med manus av Eva F. Dahlgren och musik och medverkan av Jens Andersson och Mikael Jepson från gruppen The Ark. Föreställningen spelades på Landskrona citadell och handlade om det kvinnofängelse som förr fanns på citadellet för bland annat "fallna kvinnor" från hela landet.

## Föreställningar
- Bara en berglärka (2013)
- Kattstryparn (2012)
- Den stora Rådhuskuppen (2011)
- Mordet på tullmästare Peter Reinhardt (2011)
- Ska du ha stryk ditt jävla pucko! (2011)
- The Big Bög Show (eller vem släppte ut dig ur garderoben?) (2008)
- En klassisk kväll (2008)
- Flygande drömmar (2008)
- Hitlers Barndom (2007)
- Gubben på hundralappen (2007)
- Det var en gång en Bellman (2005)